# Gmina Bytnica
Die Gmina Bytnica ist eine Landgemeinde im Powiat Krośnieński der Woiwodschaft Lebus in Polen. Ihr Sitz ist das gleichnamige Dorf (deutsch Beutnitz (Mark)) mit etwa 1200 Einwohnern.

## Gliederung
Zur Landgemeinde (gmina wiejska) Bytnica gehören folgende Ortschaften mit Schulzenamt und zugehörige Ortschaften (deutsche Namen bis 1945):
| - Budachów (Baudach) mit Budachów-Kolonia und Łasiczyn (Friedrichsthal) - Bytnica (Beutnitz (Mark)) mit Smolary Bytnickie (Teerofen), Garbowo (Richtershof), Głęboczek (Vorwerk Glembach) und Głębokie (Glembach) - Dobrosułów (Dobersaul, 1938–1945 Schönrode) mit Kępiny (Kuttel) und Plisz (Pleis, Pleiske oder Pleiskehammer) | - Drzewica (Drewitz) - Grabin (Krämersborn) mit Szklarka (Rädnitzer Hütten Werke) - Gryżyna (Griesel) - Struga (Straube) |

## Persönlichkeiten
- Otto Renois (1892–1933), Stadtverordneter in Bonn und dort erstes Todesopfer des NS-Regimes; geboren in Griesel.